# Vevy
Vevy és un municipi francès situat al departament del Jura i a la regió de Borgonya - Franc Comtat. L'any 2007 tenia 250 habitants.

## Demografia

### Població
El 2007 la població de fet de Vevy era de 250 persones. Hi havia 108 famílies de les quals 36 eren unipersonals (12 homes vivint sols i 24 dones vivint soles), 28 parelles sense fills, 36 parelles amb fills i 8 famílies monoparentals amb fills.
La població ha evolucionat segons el següent gràfic:
Habitants censats

### Habitatges
El 2007 hi havia 127 habitatges, 109 eren l'habitatge principal de la família, 11 eren segones residències i 7 estaven desocupats. 119 eren cases i 7 eren apartaments. Dels 109 habitatges principals, 95 estaven ocupats pels seus propietaris, 12 estaven llogats i ocupats pels llogaters i 2 estaven cedits a títol gratuït; 4 tenien dues cambres, 12 en tenien tres, 21 en tenien quatre i 72 en tenien cinc o més. 98 habitatges disposaven pel capbaix d'una plaça de pàrquing. A 45 habitatges hi havia un automòbil i a 54 n'hi havia dos o més.

### Piràmide de població
La piràmide de població per edats i sexe el 2009 era:
| Homes | Edats   | Dones |
| ----- | ------- | ----- |
| 0     | 95 o +  | 0     |
| 0     | 90 a 94 | 0     |
| 0     | 85 a 89 | 0     |
| 4     | 80 a 84 | 0     |
| 8     | 75 a 79 | 8     |
| 0     | 70 a 74 | 8     |
| 0     | 65 a 69 | 8     |
| 4     | 60 a 64 | 0     |
| 12    | 55 a 59 | 4     |
| 12    | 50 a 54 | 0     |
| 16    | 45 a 49 | 20    |
| 8     | 40 a 44 | 20    |
| 0     | 35 a 39 | 4     |
| 12    | 30 a 34 | 8     |
| 0     | 25 a 29 | 4     |
| 8     | 20 a 24 | 8     |
| 4     | 15 a 19 | 20    |
| 16    | 10 a 14 | 8     |
| 12    | 5 a 9   | 8     |
| 8     | 0 a 4   | 4     |

## Economia
El 2007 la població en edat de treballar era de 165 persones, 120 eren actives i 45 eren inactives. De les 120 persones actives 114 estaven ocupades (53 homes i 61 dones) i 6 estaven aturades (3 homes i 3 dones). De les 45 persones inactives 20 estaven jubilades, 15 estaven estudiant i 10 estaven classificades com a «altres inactius».

### Ingressos
El 2009 a Vevy hi havia 108 unitats fiscals que integraven 268 persones, la mediana anual d'ingressos fiscals per persona era de 19.000,5 €.

### Activitats econòmiques
Dels 6 establiments que hi havia el 2007, 1 era d'una empresa alimentària, 1 d'una empresa de construcció, 1 d'una empresa d'hostatgeria i restauració, 1 d'una entitat de l'administració pública i 2 d'empreses classificades com a «altres activitats de serveis».
Dels 2 establiments de servei als particulars que hi havia el 2009, 1 era una lampisteria i 1 restaurant.
L'any 2000 a Vevy hi havia 3 explotacions agrícoles que ocupaven un total de 294 hectàrees.

## Poblacions més properes
El següent diagrama mostra les poblacions més properes.